# Eugène Tisserand (agronome)
Pour les articles homonymes, voir Tisserand.
Louis-Eugène Tisserand, né le 26 mai 1830 à Flavigny-sur-Moselle et mort le 31 octobre 1925 à Paris 8e, est un inspecteur général de l'agriculture. Auteur de plusieurs manuels d'agronomie, il préside la Société d'encouragement pour l'industrie nationale.

## Biographie
Fils du gendarme Louis Tisserand (1793-1863 ?), il est élève au collège de Phalsbourg, au lycée de Roanne et au lycée Saint-Louis à Paris. Admis major comme élève de l'Institut agronomique en 1850, il est envoyé en mission jusqu'en 1856 dans plusieurs pays d'Europe pour y étudier les méthodes de reforestation. Il est chargé par Napoléon III d'administrer ses domaines en Espagne et en Italie, nommé Inspecteur général des établissements de la Couronne en 1860, et chargé la même année de reconstituer l'Institut national agronomique, dont il prend finalement la direction 25 novembre 1876.
Il est élevé au rang de conseiller d’État en service extraordinaire (janvier 1882), promu conseiller maître (21 juillet 1896), et conseiller d’État honoraire (9 juin 1905).
Il est domicilié au no 17 rue du Cirque à Paris.

## Distinctions
- Commandeur de l'ordre du Mérite agricole (1900)
- Grand-croix de la Légion d'honneur (1920)

### Sources et bibliographie
- « TISSERAND Louis Eugène », sur Dictionnaire historique, généalogique et biographique (1807-1947) de la Cour des Comptes (consulté le 19 mars 2022)
- Jean Boulaine, Histoire de l'Agriculture, Éditions Tec & Doc (réimpr. 1996, 2ème)
- Nécrologie dans le Bulletin de la Société d'encouragement pour l'industrie nationale (1925), p. 725